# Verzorgingsplaats Witte Molen
Verzorgingsplaats Witte Molen is een Nederlandse verzorgingsplaats gelegen aan de A28 Groningen-Utrecht tussen afritten 38 en 37 nabij Paterswolde en Glimmen.
De naam is afgeleid van de in 2003 gerestaureerde De Witte Molen die op ongeveer 200 meter van deze verzorgingsplaats staat. In 2014 werden middels een veiling de huurrechten van het pompstation verkocht.
Aan de andere kant van de snelweg ligt even verderop verzorgingsplaats Glimmermade.

## Normaal Amsterdams Peil
Deze verzorgingsplaats ligt precies op de NAP-nullijn. In 2005 heeft het Nederlands Bureau voor Toerisme & Congressen, samen met de ANWB en de ministeries van Verkeer en Waterstaat en Onderwijs, Cultuur en Wetenschap alle verzorgingsplaatsen die op deze nullijn liggen voorzien van een informatiebord om op deze manier deze lijn inzichtelijk te maken voor het publiek.

## Externe link

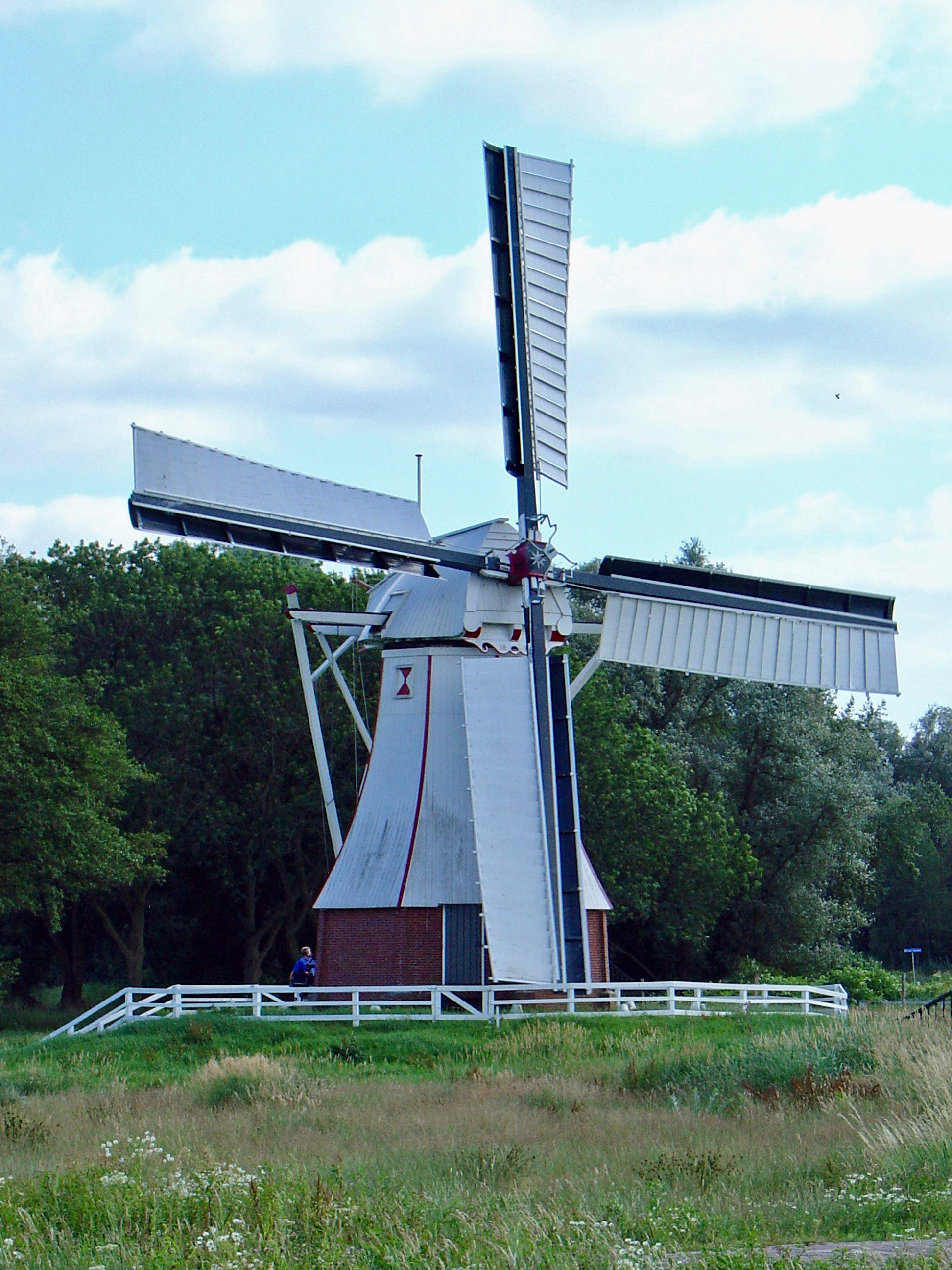
De Witte Molen (waaraan de verzorgingsplaats zijn naam heeft ontleend)